# Jean-Baptiste Jourdan
Jean-Baptiste, conte Jourdan (Limoges, 29 aprile 1762 – Parigi, 3 novembre 1833) è stato un generale francese, Maresciallo dell'Impero con Napoleone Bonaparte.

## Biografia
Figlio di un chirurgo, entrò nell'esercito francese all'età di 16 anni e partecipò alla guerra di indipendenza americana inquadrato nel reggimento francese. Tornato in Francia nel 1782, si sposò e si stabilì mettendosi in affari come mercante di seta a Limoges.
Si arruolò nuovamente nel 1789 come capitano della Guardia nazionale e fu eletto tenente colonnello del 2º battaglione dell'Haute-Vienne che fu inquadrato nell'armata del Nord. Partecipò alla campagna del Belgio sotto il generale Dumouriez, combattendo a Jemappes (6 novembre 1792) ed a Neerwinden (18 marzo 1793) e, distintosi pure in combattimenti sporadici presso Namur, fu promosso nello stesso anno prima generale di brigata (27 maggio) e quindi generale di divisione (30 giugno).

### Generale e politico della Rivoluzione
Ferito nella Battaglia di Hondschoote mentre dava l'assalto ai trinceramenti nemici, fu chiamato da Lazare Carnot a sostituire il generale Jean Nicolas Houchard nel comando delle armate delle Ardenne e del Nord e riportò il 16 ottobre 1793 una brillante vittoria sulle truppe austriache del principe di Coburgo a Wattignies. Oppostosi al piano del Comitato di Salute Pubblica, che voleva riprendere l'iniziativa contro gli austriaci, Jourdan fu da questo richiamato a Parigi.
Qui spiegò che l'armata, costituita prevalentemente da reclute prive di esperienza e persino di armi ed equipaggiamento, non sarebbe stata in grado di affrontare una campagna d'inverno, proponendo il rinvio dell'offensiva alla primavera successiva. Il Comitato accettò le spiegazioni ma non dimenticò l'opposizione di Jourdan ed in primavera lo sostituì al comando con Jean-Charles Pichegru. 
Fu chiesto in effetti anche il suo arresto ma l'opposizione dei rappresentanti del popolo presso l'esercito gli valse la libertà, ma non riuscì a risparmiargli la destituzione nel gennaio 1794, per cui egli riprese la sua attività mercantile. Ma già nella primavera di quell'anno veniva richiamato in servizio e posto al comando dell'armata della Mosella. Dopo aver battuto gli austriaci ad Arlon, ricevette l'ordine di attraversare le Ardenne e di riunire un corpo di 40.000 effettivi davanti a Charleroi, all'ala destra dell'armata del Nord. Eseguita brillantemente l'operazione, la sua armata divenne l'armata della Sambre-et-Meuse.
Attraversata la Sambre con l'armata riportò il 26 giugno 1794 a Fleurus una brillante vittoria sulle truppe austriache di Coburgo e di Beaulieu, vincendo anche i successivi scontri minori di Ourthe e dell'Arvaille il 18 settembre ed ancora quello di La Roèr il successivo 2 ottobre. Poté quindi riprendere le piazze di Landrecies, di Le Quesnoy, di Valenciennes e di Condé e conquistò poi Charleroi, Namur, Juliers e Maastricht giungendo fino a Kleve ed a Coblenza. Il 7 giugno 1795 conquistò la fortezza di Lussemburgo (da quella data, benché ufficialmente solo da due anni dopo, il Lussemburgo farà parte del territorio francese fino alla caduta di Napoleone Bonaparte).
Iniziò quindi l'avanzata in collaborazione con l'armata del Nord agli ordini di Pichegru. Passato il Reno ai primi di settembre, Jourdan si impadronì di Düsseldorf, mentre il Clerfait rimaneva a nord del fiume Lahn ripiegando oltre il Meno, ma Pichegru esitò ad approfittarne limitandosi a portare un corpo di 10.000 uomini ad Heidelberg ove venne subito sopraffatto dalle truppe del Clerfait, il quale, rassicurato dall'attendismo dell'avversario e ricevuti rinforzi dall'armata austriaca dell'Alto Reno, passò la linea di neutralità sopra Francoforte e manovrò in modo da accerchiare l'armata della Sambre e Meuse nel triangolo fra il Lahn, il Meno ed il Reno. Ciò costrinse Jourdan ad arretrare ma l'11 ottobre fu sconfitto dal conte di Clerfait a Höchst e dovette riattestarsi sulla riva sinistra del Reno e sottoscrivere con il Clerfait un armistizio per il periodo invernale.
Nella primavera del 1796 iniziò la campagna che avrebbe dovuto chiudere l'Austria in una morsa: Napoleone avrebbe attaccato da Sud attraverso l'Italia mentre le armate di Jourdan e quella di Moreau (che aveva sostituito Pichegru) avrebbero attaccato da ovest attraverso il Reno. Riprese le ostilità e riportatosi sulla riva sinistra del Reno, Jourdan occupò Francoforte spingendosi fino a Ratisbona. Qui l'arciduca d'Austria Carlo lo batté ad Amberg ed a Würzburg costringendolo a riattraversare il Reno. Non potendo i capi del Direttorio riconoscere gli errori commessi nell'imporre la condotta militare ai loro generali, Jourdan funse da capro espiatorio e non fu più utilizzato per un paio di anni. Presentatosi candidato alle elezioni per il dipartimento dell'Alta Vienne, fu eletto nel marzo 1797 al Consiglio dei Cinquecento, divenendone in seguito presidente e poi segretario. In questo periodo formulò le norme del 1798 per la coscrizione obbligatoria, chiamate poi Legge Jourdan-Delbrel.
A settembre di quell'anno rientrò nell'esercito e ricevette il comando dell'Armata del Danubio, forte di soli 38.000 effettivi, con l'ordine, da parte del Direttorio, di attaccare nuovamente, ma il 25 marzo 1799 fu sconfitto dall'arciduca Carlo d'Austria-Teschen a Stockach, al comando di un'armata di consistenza quasi doppia, il che costrinse anche Moreau ad una ritirata. Caduto in disgrazia, amareggiato ed ammalato, Jourdan lasciò il 10 aprile il comando al generale Massena e riprese l'attività politica. Rieletto a maggio nel Consiglio dei Cinquecento, tentò invano di opporsi al colpo di Stato del 18 brumaio (9 novembre 1799) e verrà per questo escluso dal Bonaparte dal corpo legislativo e costretto a risiedere obbligatoriamente nella Charente inferiore.

### Il periodo dell'Impero
Tuttavia Napoleone lo richiamò presto in servizio ed a giugno 1800 lo nominò ispettore della fanteria e della cavalleria, quindi ambasciatore presso la Repubblica Cisalpina, amministratore generale del Piemonte e consigliere di Stato. Nel gennaio 1803 fu eletto candidato conservatore al Senato per il collegio della Haute-Vienne e quindi nominato comandante in capo dell'armata d'Italia. Nel maggio dell'anno successivo fu creato Maresciallo di Francia ed insignito del Gran cordone della Legion d'Onore.
Fu uno dei marescialli massoni.
Il 26 maggio 1805 partecipò all'incoronazione di Napoleone Re d'Italia, dove ebbe l'onore di portare, come simbolo degli onori di Carlo Magno la spada durante la cerimonia. Successivamente fu rimpiazzato al comando dell'armata nuovamente dal Massena, si lamentò presso Napoleone che nel 1806 lo inviò a Napoli come governatore della città, ove si legò a Giuseppe Bonaparte, che seguì in Spagna nel 1808 come consigliere militare.
Disgustato chiese di essere richiamato in Francia e fu accontentato alla fine del 1809. Qui visse tranquillo con la famiglia finché Napoleone, deciso a portare guerra alla Russia, gli ordinò di tornare in Spagna a fianco del fratello. Dopo la ritirata di Madrid e la sconfitta dei francesi nella Battaglia di Vitoria ad opera di sir Arthur Wellesley il 20 giugno 1813, Jourdan si ritirò nuovamente in Francia. Qui fu nominato l'anno successivo comandante della 19ª divisione militare, comando che gli fu riconfermato con l'avvento della Restaurazione.

### La Restaurazione
Durante la seconda restaurazione nel 1815 fu nominato presidente del Tribunale Militare ma quando fu chiamato a giudicare il Maresciallo Ney si dichiarò incompetente a giudicarlo. L'anno successivo ricevette il comando della settima divisione militare e nel 1819 Luigi XVIII lo chiamò alla Camera dei Pari. Nel 1830 si dedicò con entusiasmo alla rivoluzione di luglio e fu per alcuni mesi Ministro degli affari esteri, dopo di che divenne Governatore dell'Hôtel des Invalides dove passò gli ultimi anni e dove fu sepolto.

## Araldica
|  |

|  |